# Margaritone d'Arezzo

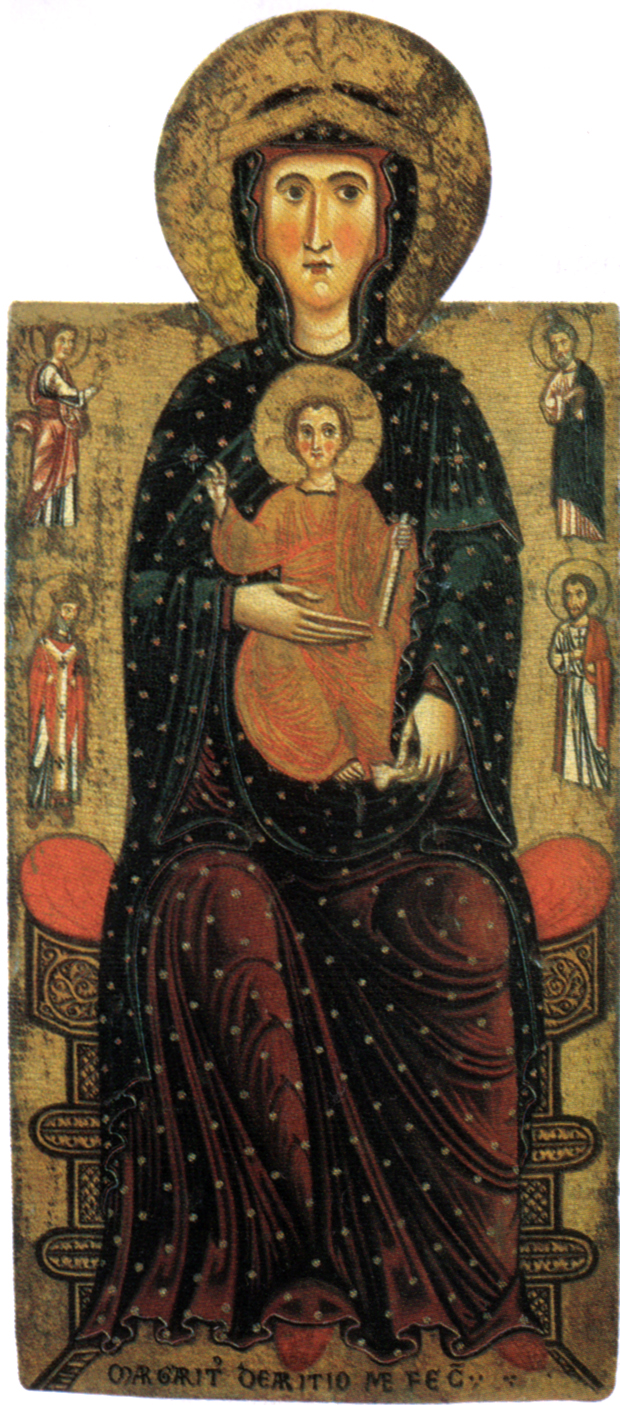
Virgen con Niño, conservado en el Museo d'Arte Medievale e Moderna de Arezzo.

Margaritone d'Arezzo (c.1250 - 1290) fue un pintor italiano de Arezzo. 

## Nombre
El nombre de Margaritone era en realidad Margarito, pero fue transcrito erróneamente por Vasari como "Margaritone". Con esta forma es como se le conoce normalmente.

## Vida
Sólo se tiene un registro documental sobre su vida, de 1262, cuando vivía en Arezzo. Un considerable número de sus obras han sobrevivido y sorprendentemente por la época de realización, la mayoría de ellas están firmadas. Su naturaleza y distribución indican que los trabajos de Margaritone fueron muy cotizados, tanto en Arezzo como en toda la Toscana. Fuera de Italia es conocido por figurar en las Vidas de los Artistas de Giorgio Vasari.

## Estilo
Su estilo es único y fácil de identificar, entre otras porque se distanció de las corrientes artísticas habituales del siglo XIII en Italia. A veces su obra ha estado menospreciada por reaccionaria y provinciana. Incluso ha sido vista por los críticos del siglo XIX como un ejemplo arcaico del barbarismo de la última pintura bizantina. No ha quedado constancia de las fechas por lo que no se ha podido hacer una cronología de su obra.
Hay pinturas de Margaritone en diversos museos, como en la National Gallery of Art de Washington, la National Gallery de Londres y en diversos lugares de los alrededores de Arezzo.